# Edith Álvarez Pérez
Edith Álvarez Pérez és una hematòloga-oncòloga porto-riquenya. És la professora de medicina "Serene M. i Frances C. Durling" de la Mayo Clinic Alix School of Medicine.
Pérez va néixer i es va criar a Humacao, Puerto Rico. La seva mare era mestra i bibliotecària i el seu pare era propietari d'una botiga de queviures. Durant el seu primer any a la Universitat de Puerto Rico, va morir la seua àvia. La mort la va motivar a convertir-se en metgessa. El 1975, es va graduar magna cum laude en Biologia.
Pérez va completar un Doctorat de Medicina a la Facultat de Medicina de la Universitat de Puerto Rico. Va completar les seues pràctiques en medicina interna al Centre Mèdic Universitari de Loma Linda. Pérez va realitzar una beca en hematologia i oncologia al Martinez VA Medical Center a través de la UC Davis School of Medicine.
Pérez s'identifica com a lesbiana.

## Carrera
Pérez es va incorporar a Bolt Biotherapeutics el 2020 com a directora mèdica. Va portar les seves dues dècades d'experiència acadèmica a la Mayo Clinic i el seu lideratge establert a la comunitat oncològica amb ella a Bolt. Conserva la seva afiliació acadèmica com a professora de medicina a la Mayo Clinic. També manté funcions de lideratge en diverses organitzacions sense ànim de lucre, com ara The Donna Foundation i Stand Up to Cancer. La seva carrera a Mayo Clinic ha contribuït a la seva excel·lència acadèmica, el compromís global en la investigació i l'educació i la compassió pels pacients. Pérez es va convertir en directora del Breast Cancer Translational Genomics Program de la Mayo Clinic l'any 2009. També és professora titular de Medicina a Mayo Clinic des del 2001, nomenament al qual va ser promoguda després de treballar com a assistent i després professora a la Mayo Clinic. Pérez també és Consultora Suplementari al Departament d'Hematologia-Oncologia i Biologia del Càncer de la Mayo Clinic des del 2015.
Pérez ha exercit com a investigadora principal en el desenvolupament i l'execució d'una àmplia gamma d'assajos clínics que exploren l'ús de nous agents terapèutics per al tractament i la prevenció del càncer de mama. Aquests assaigs clínics van posar de manifest la necessitat d'estudis de recerca bàsica per avaluar el paper dels marcadors genètics en el desenvolupament i l'agressivitat del càncer de mama. El seu lideratge a l'hora de liderar aquests estudis de recerca bàsica ha ajudat a avançar en la comprensió de l'aplicabilitat pronòstica i predictiva dels biomarcadors.
Pérez també ha format part dels consells editorials i com a revisora de diverses revistes. Ha escrit més de 400 articles revisats.
Va treballar com a vicepresidenta i cap de la BioOncology-U.S. Medical Affairs Unit de Genentech del 2015 al 2018, on va dirigir el desenvolupament i la realització d'estudis translacionals amb intenció de registre, inclosa la participació en converses amb la FDA. Les seves activitats d'aquells anys també van incloure la pertinença al Comitè de govern d'immunoteràpia contra el càncer Genentech/Roche.
Pérez també és co-desenvolupadora de la 26.2 National Marathon to Finish Breast Cancer, que recapta fons per a dones poc ateses i per a la investigació de la genòmica i el càncer translacional immunològic.